# Département des Relations avec le Parlement
Le Département des Relations avec le Parlement (en italien: Dipartimento per i rapporti con il Parlamento) est un organe érigé en département dépendant de la présidence du Conseil des ministres qui est chargé de s'occuper et de réguler les relations entre le Gouvernement et le Parlement.
Le chef du département est actuellement le ministre sans portefeuille Luca Ciriani, en poste depuis le 22 octobre 2022.

## Histoire
Dans le système parlementaire italien, le rôle du ministre des relations avec le Parlement est devenu de plus en plus crucial, car il est essentiel, pour l'efficacité et l'efficience de l'action du gouvernement, que la position de l'exécutif soit toujours prise en compte par les organes parlementaires - et vice versa - notamment en ce qui concerne la formation des ordres du jour. Cette fonction importante a toujours eu un point de référence dans un membre politique du gouvernement, généralement un ministre sans portefeuille, qui est chargé de cette activité importante et délicate. En effet, dès 1954, avec le gouvernement Scelba, un ministre sans portefeuille est nommé « pour les relations entre le gouvernement et le Parlement ».
Pas toujours présent dans les structures ministérielles, ce n'est qu'avec la configuration de plus en plus claire de la présidence du Conseil des ministres que le ministre sans portefeuille a pu bénéficier d'une structure stable et structurée pour exercer au mieux cette fonction. Le décret du Premier ministre du 4 août 2000, diversement modifié puis remplacé en 2002, a finalement structuré le département en prévoyant ses fonctions, sa répartition et ses structures. Il convient de noter que la nécessité de cette fonction est apparue sous le gouvernement Prodi I lorsque, dans l'intention de limiter au maximum le nombre de ministres, elle a été confiée à un sous-secrétaire d'État à la présidence du Conseil des ministres, Giorgio Bogi, jusqu'à ce que, reconnaissant le caractère indispensable de sa présence aux réunions du Conseil des ministres, Bogi soit nommé ministre à part entière le 14 mars 1997, dix mois seulement après la formation du gouvernement.

## Compétences
Le département a la responsabilité générale de fournir des informations sur l'avancement des travaux parlementaires, de coordonner la présence des représentants du gouvernement au Parlement, ainsi que la participation du gouvernement à la planification des travaux parlementaires. En particulier, il soumet au Parlement les projets de loi et les amendements du gouvernement, exprime l'avis unifié du gouvernement sur les amendements parlementaires, ainsi que sur l'attribution des projets de loi au pouvoir législatif. Le département s'occupe également des relations avec les groupes parlementaires et les autres organes des Chambres, et effectue des inspections parlementaires, ainsi que des inspections d'investigation adressées au Président ou au Gouvernement dans son ensemble. Elle vérifie les engagements pris par le gouvernement devant le Parlement, et veille à ce que les rapports, les données, les projets d'actes législatifs et les propositions de nominations gouvernementales soient transmis au Parlement pour avis. La gestion des réponses aux questions et interpellations soumises par les députés est également importante. Depuis 2018, il traite également de la démocratie directe.

## Organisation
La structure et l'organisation interne du département sont définies dans le décret ministériel du 15 mai 2015, modifié par le décret ministériel 2 août 2017 (modifications du décret du ministre des réformes constitutionnelles et des relations avec le Parlement 15 mai 2015). Les compétences et fonctions, indiquées pour la première fois dans le décret du Premier ministre du 4 août 2000, ont ensuite été transposées dans le décret du Premier ministre du 23 juillet 2002 et le décret du Premier ministre du 7 avril 2006 et sont actuellement énumérées par l'art. 22 du DPCM du 1er octobre 2012. Le budget du ministère dépend directement du bureau du Premier ministre.
La structure organisationnelle est divisée en bureaux du personnel et en bureaux propres au département.
Les bureaux suivants sont des bureaux d'état-major, c'est-à-dire de collaboration directe avec le ministre:
- le secrétariat du ministre
- le bureau du Cabinet
- le secteur législatif
- le service de presse

Les bureaux du département sont:
- le chef du département, sous l'autorité duquel il opère :
  - le secrétariat du département
  - le Secrétariat technique
  - le Service des affaires générales
- le Bureau I - Activité législative et engagements du gouvernement dans la programmation du travail parlementaire. Divisé en 2 services:
  - Service I - Activité législative au sein du gouvernement et planification du travail parlementaire
  - Service II - Travaux législatifs dans les organes parlementaires
- le Bureau II - Activités parlementaires d'inspection, de politique et de contrôle. Divisé en 2 services:

Service I - Syndication de l'inspection parlementaire
Service II - Activités d'élaboration des politiques et de contrôle

## Source
- (it) Cet article est partiellement ou en totalité issu de l’article de Wikipédia en italien intitulé « Dipartimento per i rapporti con il Parlamento » (voir la liste des auteurs).